# Noi siamo Afterhours
Noi siamo Afterhours (live at Mediolanum Forum) è un doppio album live della rockband italiana Afterhours, pubblicato il 25 gennaio 2019.
Contiene la registrazione del concerto-evento tenutosi il 10 aprile 2018 al Mediolanum Forum di Assago per celebrare i 30 anni di carriera del gruppo.
L'album è formato da 2 CD e un DVD contenente le immagini del concerto alternate ad alcuni filmati d'archivio che ripercorrono la storia della band, narrate in prima persona da Manuel Agnelli. Il video è curato dal regista Giorgio Testi.
Nel 2019 il documentario è stato premiato con il Premio speciale Targa Mei Musicletter quale "Miglior documentario musicale".

## Tracce
CD 1
1. Dentro Marilyn - 6:18
2. Strategie - 3:21
3. Germi - 2:37
4. Ossigeno - 4:54
5. Il sangue di Giuda - 5:19
6. Padania - 6:37
7. Non voglio ritrovare il tuo nome - 4:15
8. Cetuximab - 2:49
9. Grande - 4:58
10. Folfiri o Folfox - 4:35
11. Ballata per la mia piccola iena - 5:09
12. La sottile linea bianca - 5:03
13. Il mio popolo si fa - 3:51
14. Pelle - 4:02

CD 2
1. La vedova bianca - 4:27
2. Quello che non c'è - 4:53
3. Terrorswing - 2:36
4. Male di miele - 2:55
5. Rapace - 6:06
6. 1.9.9.6. - 3:59
7. Love on Saturday night - 5:27
8. How we divide our souls - 4:03
9. Bianca - 4:41
10. Non è per sempre - 4:20
11. La verità che ricordavo - 3:46
12. Bye bye Bombay - 8:16
13. Ci sono molti modi - 10:32

DVD
- Docufilm Noi siamo Afterhours narrato dalla voce di Manuel Agnelli
- Extra: Pelle (live), Il sangue di Giuda (live), Trailer

## Classifiche
| Classifica (2019) | Posizione massima |
| ----------------- | ----------------- |
| Italia            | 6                 |